# George Thomson (homme politique canadien)
Pour les articles homonymes, voir George Thomson et Thomson.
George Thomson (8 février 1855-9 juillet 1920) est un homme politique canadien de la Colombie-Britannique. Il est député provincial indépendant dans la circonscription britanno-colombienne de Nanaimo d'une élection partielle en 1887 à 1890.

## Biographie
Né à Ayr en Écosse, Thomson étudie sur place et travaille comme épicier avant de s'établir à Nanaimo en 1873. Il est employé par la firme Harvey and Dunsmuir pendant dix ans avant de démarrer sa propre entreprise. Après avoir vendu son commerce, il devient patron pour la A. R. Johnson and Company et occupe cette fonction pendant six ans. Thomson sert également comme assistant d'agent gouvernementaux à Nanaimo pendant neuf ans avant d'être lui-même nommé à Ladysmith. Il s'occupe également des fonctions d'évaluateur, de collecteur, de magistrat des salaire, de commissaire pour l'or et d'officier de l'État civil pour l'enregistrement des naissances, morts et mariages. 
Thomson meurt à Vancouver en juillet 1920 à l'âge de 65 ans
.